# Jarosław Stolicki
Jarosław Stolicki (ur. 1962) – polski historyk, profesor nauk humanistycznych.

## Życiorys
W 1987 ukończył studia magisterskie z zakresu historii w Instytucie Historii UJ. W 1992 obronił pracę doktorską pt. Egzulanci podolscy w życiu politycznym RP 1672-1699 (promotor: prof. Kazimierz Przyboś). Stopień doktora habilitowanego nadała mu Rada Wydziału Historycznego UJ 14 listopada 2008, na podstawie rozprawy: Wobec wolności i króla. Działalność polityczna szlachty ruskiej, ukrainnej i wołyńskiej w latach 1673-1683.
Od stycznia 1992 pracuje w Zakładzie Historii Polski Nowożytnej Instytutu Historii UJ, początkowo na stanowisku asystenta, a następnie adiunkta. Specjalizuje się w historii nowożytnej Polski. Zebrał i udostępnił polskim badaczom akta sejmiku podolskiego, przechowywane we Lwowie. W 2025 uzyskał tytuł profesora nauk humanistycznych.

## Dzieła
- 2002: Akta sejmiku podolskiego in hostico 1672-1698 (oprac.), ISBN 83-88385-12-7
- 2007: Wobec wolności i króla : działalność polityczna szlachty ruskiej, ukrainnej i wołyńskiej w latach 1673-1683, ISBN 978-83-88737-68-8
- 2023: Sejmiki województw ukrainnych podczas wygnania 1648-1700, ISBN 978-83-67497-47-3